# طواف تايوان 2025
طواف تايوان 2025 هو سباق دراجات هوائية، وهو الموسم الثاني والعشرين من طواف تايوان، وأقيم خلال الفترة من 16 مارس 2025، وحتى 20 مارس 2025.
فاز بالمركز الأول Brady Gilmore ‏، وحلَّ في المركز الثاني Moritz Kretschy ‏، بينما جاء Jordi López ‏ في المركز الثالث.

## الفرق
| فرق برو (6)- برجس بي إتش ‏ - Israel-Premier Tech - Team Solution Tech–Vini Fantini ‏ - Unibet Tietema Rockets ‏ - أوسكالتيل أوسكادي 2025 ‏ - تيم نوفو نورديسك ‏ فرق قارية (13)- JCL Team Ukyo ‏ - أدفاريكس هرينكو سيلينج ‏ - CCACHE x BODYWRAP ‏ - تيرينجانو سايكلنج تيم ‏ - St George Continental Cycling Team ‏ - Utsunomiya Blitzen ‏ - Sparkle Oita Racing Team ‏ - Victoria Sports Pro Cycling ‏ - Kinan Racing Team ‏ - Aisan Racing Team ‏ - Quick Pro Team ‏ - Roojai Insurance (cycling team) ‏ - EuroCyclingTrips Pro Cycling ‏ فرق وطنية (3)- منتخب تايلاند الوطني لسباق الدراجات على الطريق للرجال‏ - منتخب هونغ كونغ لركوب الدراجات للرجال‏ - فريق تايوان لركوب الدراجات للرجال‏ |  |
| |  |

## المراحل
| قائمة المراحل | قائمة المراحل | قائمة المراحل                                               | قائمة المراحل | قائمة المراحل | قائمة المراحل     | قائمة المراحل    |
| المرحلة       | التاريخ       | الدورة                                                      |               | المسافة (كم)  | الفائز بالمرحلة   | القائد العام     |
| ------------- | ------------- | ----------------------------------------------------------- | ------------- | ------------- | ----------------- | ---------------- |
| المرحلة 1     | 16 مارس       | Taipei City Hall ‏ – Taipei City Hall ‏                       | مرحلة مستوية  | 83٫2          | Blake Quick ‏      | Blake Quick ‏     |
| المرحلة 2     | 17 مارس       | مدينة تاويون – Jiaobanshan Park ‏                            | مرحلة جبلية   | 123٫31        | Brady Gilmore ‏    | Moritz Kretschy ‏ |
| المرحلة 3     | 18 مارس       | Baozhong Yimin Temple ‏ – Sigang District ‏                   | مرحلة جبلية   | 154٫3         | Giacomo Ballabio ‏ | Moritz Kretschy ‏ |
| المرحلة 4     | 19 مارس       | Fo Guang Shan Buddha Museum ‏ – ملعب كاوهسيونغ الوطني        | مرحلة جبلية   | 146٫44        | إيتامار أينهورن   | Brady Gilmore ‏   |
| المرحلة 5     | 20 مارس       | Meinong Hakka Culture Museum ‏ – Liudui Hakka Cultural Park ‏ | مرحلة جبلية   | 121٫41        | Paul Hennequin ‏   | Brady Gilmore ‏   |

## النتيجة

### مرحلة 1
هي مرحلة مستوية، أقيمت في 16 مارس 2025، وامتدّت لمسافة 83.2 كيلومتر. فاز بالمركز الأول، وتصدر الترتيب العام Blake Quick ‏.
| التصنيف العام | التصنيف العام    | التصنيف العام                    | التصنيف العام | التصنيف العام |
| العداء        | العداء           | الفريق                           | الوقت         |               |
| ------------- | ---------------- | -------------------------------- | ------------- | ------------- |
| 1             | Blake Quick ‏     | Roojai Insurance (cycling team) ‏ | 1 س 41 د 11 ث |               |
| 2             | Moritz Kretschy ‏ | Israel Premier Tech Academy ‏     | + 1 ث         |               |
| 3             | Paul Hennequin ‏  | أوسكالتيل أوسكادي ‏               | + 4 ث         |               |
| 4             | Jaka Primožič ‏   | أدفاريكس هرينكو سيلينج ‏          | + 4 ث         |               |
| 5             | إيتامار أينهورن  | إسرائيل - بريمير تيك             | + 6 ث         |               |
| 6             | Zhe Yie Kee ‏     |                                  | + 7 ث         |               |
| 7             | فيليبو فورتين    | Team Solution Tech–Vini Fantini ‏ | + 10 ث        |               |
| 8             | Davide Bomboi ‏   | Unibet Tietema Rockets ‏          | + 10 ث        |               |
| 9             | Dylan Hopkins ‏   | Roojai Insurance (cycling team) ‏ | + 10 ث        |               |
| 10            | إسبانيا          | برجس بي إتش ‏                     | + 10 ث        |               |
|               |                  |                                  |               |               |
|               |                  |                                  |               |               |

### مرحلة 2
هي مرحلة جبلية، أقيمت في 17 مارس 2025، وامتدّت لمسافة 123.31 كيلومتر. فاز بالمركز الأول Brady Gilmore ‏، وتصدر الترتيب العام Moritz Kretschy ‏.
| التصنيف العام | التصنيف العام            | التصنيف العام                    | التصنيف العام | التصنيف العام |
| العداء        | العداء                   | الفريق                           | الوقت         |               |
| ------------- | ------------------------ | -------------------------------- | ------------- | ------------- |
| 1             | Moritz Kretschy ‏         | Israel Premier Tech Academy ‏     | 4 س 33 د 04 ث |               |
| 2             | Brady Gilmore ‏           | Israel Premier Tech Academy ‏     | + 3 ث         |               |
| 3             | Jordi López (cyclist) ‏   | أوسكالتيل أوسكادي ‏               | + 7 ث         |               |
| 4             | Lorenzo Quartucci ‏       | Team Solution Tech–Vini Fantini ‏ | + 15 ث        |               |
| 5             | Simone Raccani ‏          | JCL Team Ukyo ‏                   | + 15 ث        |               |
| 6             | جيروين مايرز             | Victoria Sports Pro Cycling ‏     | + 17 ث        |               |
| 7             | إسبانيا                  | برجس بي إتش ‏                     | + 17 ث        |               |
| 8             | Atsushi Oka ‏             | Utsunomiya Blitzen ‏              | + 17 ث        |               |
| 9             | Alessandro Perracchione ‏ | تيم نوفو نورديسك ‏                | + 17 ث        |               |
| 10            | Giacomo Ballabio ‏        | أدفاريكس هرينكو سيلينج ‏          | + 17 ث        |               |
|               |                          |                                  |               |               |
|               |                          |                                  |               |               |

### مرحلة 3
هي مرحلة جبلية، أقيمت في 18 مارس 2025، وامتدّت لمسافة 154.3 كيلومتر. فاز بالمركز الأول Giacomo Ballabio ‏، وتصدر الترتيب العام Moritz Kretschy ‏.
| التصنيف العام | التصنيف العام                | التصنيف العام                    | التصنيف العام | التصنيف العام |
| العداء        | العداء                       | الفريق                           | الوقت         |               |
| ------------- | ---------------------------- | -------------------------------- | ------------- | ------------- |
| 1             | Moritz Kretschy ‏             | Israel Premier Tech Academy ‏     | 8 س 02 د 16 ث |               |
| 2             | Brady Gilmore ‏               | Israel Premier Tech Academy ‏     | + 3 ث         |               |
| 3             | Jordi López (cyclist) ‏       | أوسكالتيل أوسكادي ‏               | + 7 ث         |               |
| 4             | Giacomo Ballabio ‏            | أدفاريكس هرينكو سيلينج ‏          | + 7 ث         |               |
| 5             | Lorenzo Quartucci ‏           | Team Solution Tech–Vini Fantini ‏ | + 8 ث         |               |
| 6             | Stefan de Bod ‏               | تيرينجانو سايكلنج تيم ‏           | + 11 ث        |               |
| 7             | Simone Raccani ‏              | JCL Team Ukyo ‏                   | + 15 ث        |               |
| 8             | إسبانيا                      | برجس بي إتش ‏                     | + 17 ث        |               |
| 9             | Xabier Isasa ‏                | أوسكالتيل أوسكادي ‏               | + 17 ث        |               |
| 10            | William Heffernan (cyclist) ‏ |                                  | + 17 ث        |               |
|               |                              |                                  |               |               |
|               |                              |                                  |               |               |

### مرحلة 4
هي مرحلة جبلية، أقيمت في 19 مارس 2025، وامتدّت لمسافة 146.44 كيلومتر. فاز بالمركز الأول إيتامار أينهورن، وتصدر الترتيب العام Brady Gilmore ‏.
| التصنيف العام | التصنيف العام                | التصنيف العام                    | التصنيف العام  | التصنيف العام |
| العداء        | العداء                       | الفريق                           | الوقت          |               |
| ------------- | ---------------------------- | -------------------------------- | -------------- | ------------- |
| 1             | Brady Gilmore ‏               | Israel Premier Tech Academy ‏     | 11 س 10 د 50 ث |               |
| 2             | Moritz Kretschy ‏             | Israel Premier Tech Academy ‏     | + 0 ث          |               |
| 3             | Jordi López (cyclist) ‏       | أوسكالتيل أوسكادي ‏               | + 6 ث          |               |
| 4             | Lorenzo Quartucci ‏           | Team Solution Tech–Vini Fantini ‏ | + 6 ث          |               |
| 5             | Giacomo Ballabio ‏            | أدفاريكس هرينكو سيلينج ‏          | + 7 ث          |               |
| 6             | Stefan de Bod ‏               | تيرينجانو سايكلنج تيم ‏           | + 11 ث         |               |
| 7             | Simone Raccani ‏              | JCL Team Ukyo ‏                   | + 12 ث         |               |
| 8             | إسبانيا                      | برجس بي إتش ‏                     | + 15 ث         |               |
| 9             | William Heffernan (cyclist) ‏ |                                  | + 17 ث         |               |
| 10            | Xabier Isasa ‏                | أوسكالتيل أوسكادي ‏               | + 17 ث         |               |
|               |                              |                                  |                |               |
|               |                              |                                  |                |               |

### مرحلة 5
هي مرحلة جبلية، أقيمت في 20 مارس 2025، وامتدّت لمسافة 121.41 كيلومتر. فاز بالمركز الأول Paul Hennequin ‏، وتصدر الترتيب العام Brady Gilmore ‏.

## التصنيف العام النهائي
| التصنيف العام         | التصنيف العام                | التصنيف العام                    | التصنيف العام  | التصنيف العام |
| العداء                | العداء                       | الفريق                           | الوقت          |               |
| --------------------- | ---------------------------- | -------------------------------- | -------------- | ------------- |
| 1                     | Brady Gilmore ‏               | Israel Premier Tech Academy ‏     | 13 س 44 د 43 ث |               |
| 2                     | Moritz Kretschy ‏             | Israel Premier Tech Academy ‏     | + 0 ث          |               |
| 3                     | Jordi López (cyclist) ‏       | أوسكالتيل أوسكادي ‏               | + 6 ث          |               |
| 4                     | Giacomo Ballabio ‏            | أدفاريكس هرينكو سيلينج ‏          | + 6 ث          |               |
| 5                     | Lorenzo Quartucci ‏           | Team Solution Tech–Vini Fantini ‏ | + 6 ث          |               |
| 6                     | Stefan de Bod ‏               | تيرينجانو سايكلنج تيم ‏           | + 11 ث         |               |
| 7                     | إسبانيا                      | برجس بي إتش ‏                     | + 12 ث         |               |
| 8                     | Simone Raccani ‏              | JCL Team Ukyo ‏                   | + 12 ث         |               |
| 9                     | Xabier Isasa ‏                | أوسكالتيل أوسكادي ‏               | + 17 ث         |               |
| 10                    | William Heffernan (cyclist) ‏ |                                  | + 17 ث         |               |
|                       |                              |                                  |                |               |
| مصدر: ProCyclingStats |                              |                                  |                |               |

### تصنيف النقاط
| تصنيف النقاط          | تصنيف النقاط       | تصنيف النقاط                     | تصنيف النقاط | تصنيف النقاط |
| العداء                | العداء             | الفريق                           | النقاط       |              |
| --------------------- | ------------------ | -------------------------------- | ------------ | ------------ |
| 1                     | Paul Hennequin ‏    | أوسكالتيل أوسكادي ‏               | 46 نقطة      |              |
| 2                     | إيتامار أينهورن    | إسرائيل - بريمير تيك             | 42 نقطة      |              |
| 3                     | إسبانيا            | برجس بي إتش ‏                     | 41 نقطة      |              |
| 4                     | فيليبو فورتين      | Team Solution Tech–Vini Fantini ‏ | 37 نقطة      |              |
| 5                     | Davide Bomboi ‏     | Unibet Tietema Rockets ‏          | 35 نقطة      |              |
| 6                     | Blake Quick ‏       | Roojai Insurance (cycling team) ‏ | 34 نقطة      |              |
| 7                     | Lorenzo Quartucci ‏ | Team Solution Tech–Vini Fantini ‏ | 29 نقطة      |              |
| 8                     | Moritz Kretschy ‏   | Israel Premier Tech Academy ‏     | 27 نقطة      |              |
| 9                     | إيطاليا            | JCL Team Ukyo ‏                   | 25 نقطة      |              |
| 10                    | Giacomo Ballabio ‏  | أدفاريكس هرينكو سيلينج ‏          | 23 نقطة      |              |
|                       |                    |                                  |              |              |
| مصدر: ProCyclingStats |                    |                                  |              |              |

### تصنيف الجبال
| تصنيف الجبال          | تصنيف الجبال           | تصنيف الجبال                 | تصنيف الجبال | تصنيف الجبال |
| العداء                | العداء                 | الفريق                       | النقاط       |              |
| --------------------- | ---------------------- | ---------------------------- | ------------ | ------------ |
| 1                     | Lander Loockx ‏         | Unibet Tietema Rockets ‏      | 31 نقطة      |              |
| 2                     | ماتياس بريجنهوج ‏       | تيرينجانو سايكلنج تيم ‏       | 30 نقطة      |              |
| 3                     | Tali Lane Welsh ‏       | CCACHE x BODYWRAP ‏           | 23 نقطة      |              |
| 4                     | Moritz Kretschy ‏       | Israel Premier Tech Academy ‏ | 22 نقطة      |              |
| 5                     | Brady Gilmore ‏         | Israel Premier Tech Academy ‏ | 14 نقطة      |              |
| 6                     | Stefan de Bod ‏         | تيرينجانو سايكلنج تيم ‏       | 16 نقطة      |              |
| 7                     | Jordi López (cyclist) ‏ | أوسكالتيل أوسكادي ‏           | 10 نقطة      |              |
| 8                     | Xabier Isasa ‏          | أوسكالتيل أوسكادي ‏           | 9 نقطة       |              |
| 9                     | Nicolò Garibbo ‏        | JCL Team Ukyo ‏               | 9 نقطة       |              |
| 10                    | Giacomo Ballabio ‏      | أدفاريكس هرينكو سيلينج ‏      | 7 نقطة       |              |
|                       |                        |                              |              |              |
| مصدر: ProCyclingStats |                        |                              |              |              |

## تصنيف الفرق

### الفرق حسب الوقت
| تصنيف الفرق حسب الوقت | تصنيف الفرق حسب الوقت            | تصنيف الفرق حسب الوقت | تصنيف الفرق حسب الوقت |
| الفريق                | الفريق                           | الوقت                 |                       |
| --------------------- | -------------------------------- | --------------------- | --------------------- |
| 1                     | أوسكالتيل أوسكادي 2025 ‏          | 41 س 15 د 02 ث        |                       |
| 2                     | Kinan Racing Team ‏               | + 10 ث                |                       |
| 3                     | أدفاريكس هرينكو سيلينج ‏          | + 2 د 56 ث            |                       |
| 4                     | إسرائيل - بريمير تيك             | + 4 د 17 ث            |                       |
| 5                     | Team Solution Tech–Vini Fantini ‏ | + 4 د 23 ث            |                       |
| 6                     | JCL Team Ukyo ‏                   | + 5 د 38 ث            |                       |
| 7                     | تيرينجانو سايكلنج تيم ‏           | + 6 د 32 ث            |                       |
| 8                     | Unibet Tietema Rockets ‏          | + 7 د 24 ث            |                       |
| 9                     | برجس بي إتش ‏                     | + 7 د 26 ث            |                       |
| 10                    | تيم نوفو نورديسك ‏                | + 10 د 07 ث           |                       |
|                       |                                  |                       |                       |
| مصدر: ProCyclingStats |                                  |                       |                       |

## وصلات خارجية
- لمحة عن سباق طواف تايوان 2025 على موقع  ProCyclingStats   (برو  سايكلنج  ستاتس) - إحصاءات  محترفي  الدراجات.
- طواف تايوان 2025 على موقع إحصائيات الدراجات الإحترافية (الإنجليزية)